# Vukomerić
Vukomerić is een plaats in de gemeente Velika Gorica in de Kroatische provincie Zagreb. De plaats telt 137 inwoners (2001).